# Abelardo Álvarez Prado
Moisés Abelardo Álvarez Prado (Tilcara, provincia de Jujuy, Argentina; 29 de diciembre de 1897-f. 1969) fue un político, profesor y abogado argentino. Gobernador interventor de la provincia de San Luis desde el 9 de septiembre de 1945 al 26 de mayo de 1946.

## Biografía
Proveniente de una familia tradicional de Jujuy, sus padres fueron José Adolfo Álvarez Prado y Desideria Üro, fue nieto de Manuel Álvarez Prado, un militar que participó en las guerras durante la independencia Argentina, se casó con Dora Durruty con quien tuvo un hijo.
Estudio en las Escuelas educadas de derecho y ciencia en la Universidad Nacional de Buenos Aires. Fue Director-secretario de la Compañía Argentino-Uruguaya de Navegación y Turismo en 1938-1944. Asesor técnico del consejo deliberante de la Capital Federal, 1940-1946 y Interventor, provincia de San Luis, 1945-1946.
Profesor en la Escuela Industrial N.º 4 y el Colegio Nacional Manuel Belgrano. Presidente, Banco Hipotecario Nacional, desde 1946 durante el gobierno de Juan Domingo Perón
Además fue miembro del Club Náutico de San Isidro en el Club del Progreso.
Consiguió la gobernación puntana por renuncia del interventor titular Agustín Rodríguez Jurado, perteneciente al Partido Demócrata Nacional que renunció por oponerse al surgimiento político de Juan Domingo Perón, de quien sería opositor cuando llegase a la presidencia.
Abelardo fue el segundo interventor civil después de la renuncia del interventor titular. Primer jujeño en gobernar la provincia, de tendencia yrigoyenista. Colaboró activamente con Juan Domingo Perón. Estabilizó la provincia para que vuelva la democracia al poder y los gobiernos vuelvan a ser elegidos por voto directo lo que finalmente logró.